# Buse tricolore
Geranoaetus polyosoma
Espèce
Synonymes
- Buteo polyosoma (protonyme)

Statut de conservation UICN

 LC  : Préoccupation mineure
Statut CITES
La Buse tricolore (Geranoaetus polyosoma) ou Aguilucho, est une espèce d'oiseaux de la famille des Accipitridae.

## Description

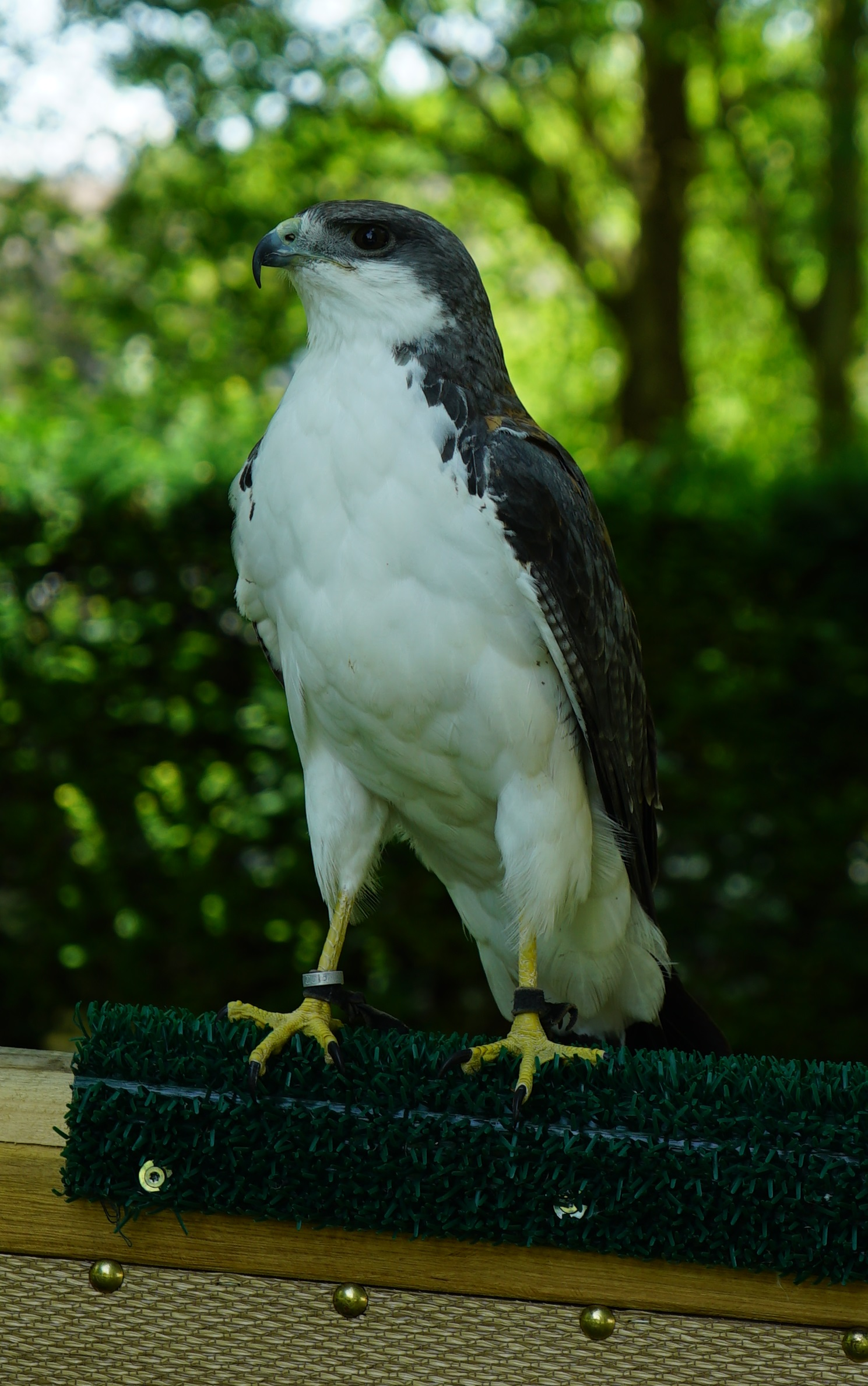
Tricolore mâle.

Le mâle mesure 44 à 48 cm. et la femelle plus grande en fait 50 à 52. Chez les adultes, le plumage est rosé sur les épaules, gris sur le dos, et blanc sur le ventre. Sa caractéristique la plus saillante est une touffe noire au bout de la queue.
Les exemplaires jeunes gardent pendant deux ans un plumage rayé. Les pattes sont jaunes.

## Habitat et comportement

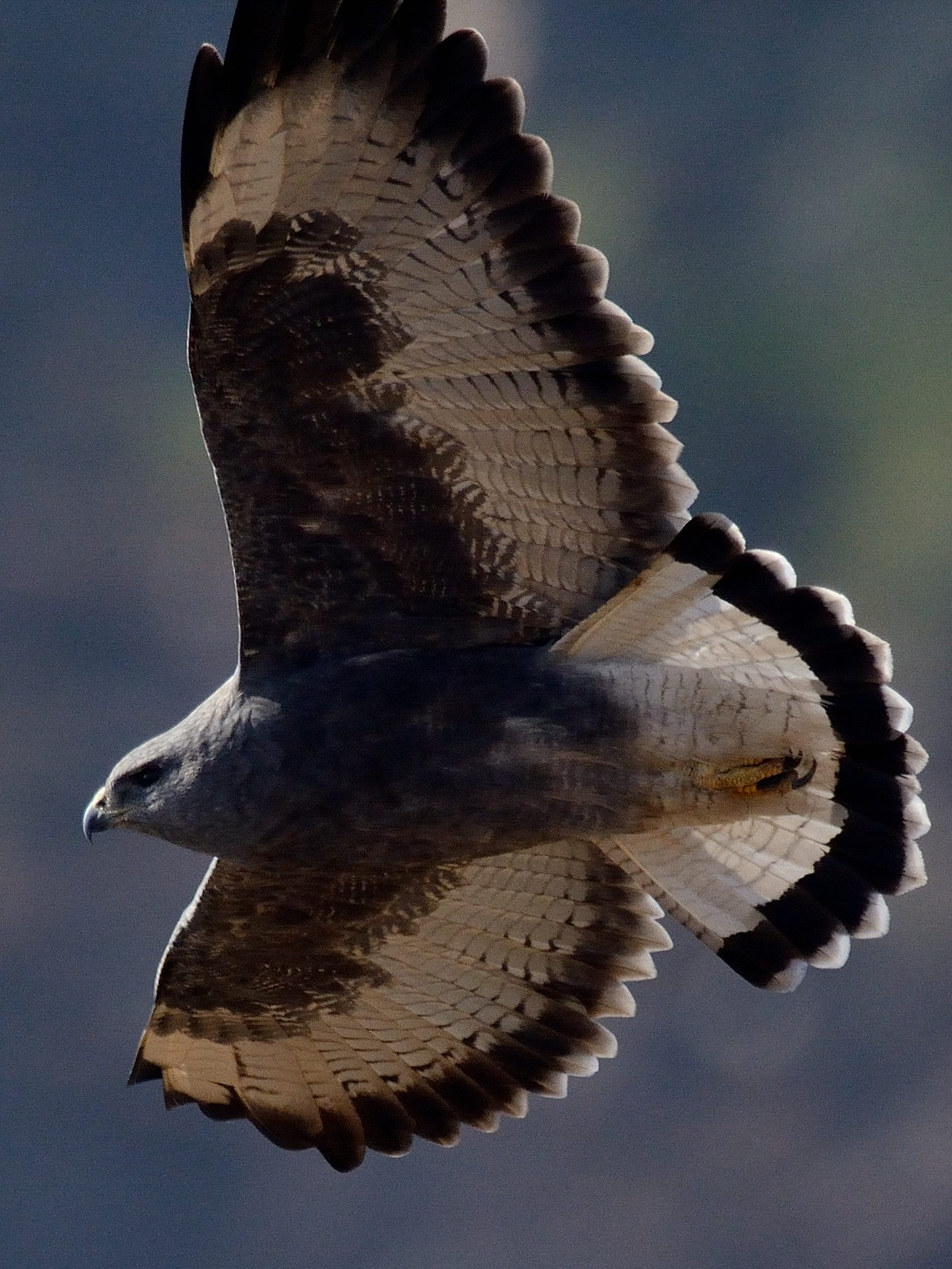
Buse tricolore en vol.

Ce rapace habite les matorrals, les bois, accidents de terrain et les plaines arborées.
C'est un chasseur presque extraordinaire.
Il se nourrit de petits mammifères, jamais plus grands que le lièvre, mais aussi de colombes, de perdrix et d'oiseaux divers. Son régime comporte aussi des reptiles, des amphibiens et des invertébrés. Sa méthode de chasse consiste à voler de façon circulaire au-dessus de la proie, puis de se lancer brusquement sur elle en diagonale, frappant de ses lourdes pattes sur l'épaule de la victime.
Les deux parents construisent ensemble leur nid sur de hauts arbres, si possible épineux. Le nid est de grande taille (presque un mètre de diamètre) et est fait de brindilles. Le male nourrit la femelle pendant l'incubation, et après la naissance des poussins, c'est elle qui se chargera de ces derniers.

## Distribution géographique
En Argentine: il est répandu dans tout le pays, là où il y a des terrains montagneux, notamment en Patagonie et dans les cañons du nord du pays.
Aussi, au Chili (plus qu’en Argentine), Perou, Equateur, Colombie.

## Situation écologique actuelle
Du point de vue écologique, les terrains montagneux qu'il fréquente sont les moins modifiables par l'action humaine. Ceci donne un bon équilibre à l'espèce et son futur semble assuré.

## Sous-espèces
D'après la classification de référence (version 14.1, 2024) de l'Union internationale des ornithologues, la Buse tricolore possède 4 sous-espèces (ordre philogénique) :
- Geranoaetus polyosoma polyosoma (Quoy & Gaimard, 1824) ;
- Geranoaetus polyosoma exsul Salvin, 1875 ;
- Geranoaetus polyosoma poecilochrous Gurney, 1879 ;
- Geranoaetus polyosoma fjeldsai (Cabot, J & de Vries, 2009).

G. p. exsul est parfois considérée comme une espèce à part entière Geranoaetus exsul, G. p. poecilochrous est parfois considérée comme une espèce à part entière sous le nom de Buse de la puna.
Le South American Classification Committee (comité de l'AOU) les considère comme conspécifiques à la Buse tricolore.